# Imma vexatalis
Imma vexatalis är en fjärilsart som beskrevs av Walker 1865. Imma vexatalis ingår i släktet Imma och familjen Immidae. Inga underarter finns listade i Catalogue of Life.